# Вальпрато-Соана
Вальпрато-Соана (итал. Valprato Soana, пьем. и франкопров. Valprà) — коммуна в Италии, располагается в регионе Пьемонт, в провинции Турин.
Население составляет 127 человек (2008 г.), плотность населения составляет 2 чел./км². Занимает площадь 70 км². Почтовый индекс — 10080. Телефонный код — 0124.
Покровителем коммуны почитается святой Сильверий, папа Римский, празднование в предпоследнее воскресение июля.

## Демография
Динамика населения:

## Администрация коммуны
- Официальный сайт: